# Az Aranytemplom (regény)
Az Aranytemplom (金閣寺, Kinkaku-ji, magyaros átírással Kinkakudzsi) Misima Jukio japán író regénye. 1956-ban adták ki, Erdős György magyar fordítása 1989-ben jelent meg.

## A cselekmény bemutatása
A regény a kiotói Aranytemplom (Kinkakudzsi, más néven Rokuondzsi) Ereklye Csarnokának (vagy Aranypavilonjának) felgyújtásának esetén alapszik, amelyet 1950-ben egy fiatal buddhista templomszolga követett el. Az 1400 előttről származó templom nemzeti műemlék volt, amely többször is elkerülte a lerombolást a történelem során, és a gyújtogatás megdöbbentette Japánt. A történetet Mizogucsi mondja el, a zavart tudatú papnövendék, akit csúnya arccal és dadogással vert meg a sors, és aki elmeséli megszállottságát a szépség iránt és egyre növekvő vágyát, hogy elpusztítsa azt. A regény tartalmazza Misima egyik legemlékezetesebb karakterét is, Mizogucsi dongalábú, mélységesen cinikus barátját Kasivagit, aki sajátosan egyéni magyarázatokat fűz különböző zen példázatokhoz (kóan).

## A cselekmény összefoglalása
|  | Alább a cselekmény részletei következnek! |

### Gyermekkor
A főszereplő, Mizogucsi, egy tüdőbajos buddhista szerzetes fia, aki a távoli Nariu-foknál él és dolgozik Honsú északi partján. A mesélő gyermekkorában a nagybátyjával él egy Siraku nevű faluban, Maizuru közelében.
Az apja egész gyerekkorában arról biztosította őt, hogy az Aranytemplom a világ legszebb építménye, és a templom eszméje egész képzeletvilágának középpontjává válik. Egy szegényes háztartásból származó dadogó fiú, aki az iskolában magányos, és aki bosszúszomjas képzelgésekben keres menedéket. Amikor a haditengerészet egy kadétja; aki éppen meglátogatja az iskolát; tréfát űz belőle, megrongálja a kadét tulajdonát a háta mögött. Egy szomszéd lány, Uiko, válik gyűlöletének célpontjává, és amikor szökevény kedvese megöli, miután a lány megcsalta őt, Mizogucsi meggyőződik róla, hogy átka teljesült a lányon.
Beteg apja 1944 tavaszán viszi el őt első ízben az Aranytemplomba és mutatja be a főpapnak, Tajama Dószennek. Atyja halála után növendék lesz belőle a templomban. Ez a háború csúcspontja, és csak három növendék akad, de egyikük, első valódi barátja, a nyílt és kellemes modorú Curukava. Az 1944/1945-ös iskolaévben a Rinzai Tanintézet középiskolájában tanul és egy gyárban dolgozik, elbűvölve a gondolattól, hogy az Aranytemplom elkerülhetetlenül porrá fog égni a bombázásban. De az amerikai repülőgépek elkerülték Kiotót és a dicsőséges tragédiáról szőtt álma legyőzetett. 1945 májusában ő és Curukava meglátogatja a Nanzendzsit. A toronyból tanúi lesznek egy különös jeleneteknek, amely a közelben lévő Tendzsuan (a Nanzendzsi egy melléktemploma ) egyik termében történik: egy nő ünnepi kimonóban teát ad szerelmesének, amelyhez hozzáadja saját keblének tejét.
Miután apja tüdővészben meghal, Mizogucsit elküldik az Aranytemplomba. Apja halálának első évfordulóján meglátogatja az anyja, magával hozva apja lélektábláját, hogy a főpap elmondhasson néhány szútrát. Anyja elmondja neki, hogy Nariuból Kasza járásba költözött és felfedi azt a vágyát is, hogy fia kövesse Dószen mestert a Rokuondzsi élén. Két egymásnak ellentmondó vágya – hogy a templom elpusztuljon, vagy hogy az ő irányítása alá kerüljön – összezavarja. Hallva a híreket a háború végéről és a császár lemondását isteni eredetéről, Dószen atya összehívja a növendékeket és elmondja nekik a tizennegyedik zen példázatot a Kapujanincs átjáróból, a Nanszen lefejezi a macskát, amely összezavarja őket. Mizogucsi keserűen csalódott, hogy az ellenségeskedések véget értek, és késő éjjel megmássza a templom mögötti Fudó-hegyet, lenéz Kiotó (szerinte gonosz) fényeire és egy átkot mond: 
Sokasodjék hát az én szívemben is, növekedjék határtalanná, mérje össze erejét minden kis fényfolttal odalent, s fényeskedjék túl minden világosságon.

### Barátsága Kasivagival
Annak az évnek a telén a templomot meglátogatja egy részeg amerikai katona és terhes japán barátnője. A katona belelöki barátnőjét a hóba és azt parancsolja Mizogucsinak, hogy tapossa meg a hasát, két karton cigarettát adva neki érte. Mizogucsi bemegy és alázatosan odaajándékozza a kartonokat a főpapnak, akinek a gondnok éppen a fejét borotválja. Dószen mester megköszöni és elmondja, hogy őt választották az Ótani Egyetem ösztöndíjasává. Egy héttel később a lány meglátogatja a templomot, elmeséli történetét, és elégtételt követel, amiért elvetélt. A főpap pénzt ad neki és nem mond semmit a növendékeknek, de a lány követeléseinek híre elterjed, és a templom lakói kényelmetlenül érzik magukat Mizogucsi társaságában. 1946 folyamán az a vágy kínozza, hogy bevallja tettét, de soha nem teszi meg, és 1947 tavaszán Curukavával együtt elmegy az Ótani Egyetemre. Elkezd eltávolodni Curukavától, Kasivagival köt barátságot, egy cinikus, dongalábú fiúval Szannomijából, aki hosszú filozófiai beszédekbe bocsátkozik.
Kasivagi azzal a képességével dicsekszik, hogy úgy csábítja el a nőket, hogy azok sajnálatot érezzenek iránta–az ő szavai szerint szerelmesek lesznek a dongalábaiba. Módszerét úgy mutatja be Mizogucsinak, hogy esést színlel egy lány előtt. A lány besegíti őt a házába. Mizogucsi annyira megzavarodik, hogy elfut, és felszáll egy Kinkakudzsi felé tartó vonatra, hogy visszaszerezze magabiztosságát. Májusban Kasivagi meghívja őt egy piknikre a Kamejama Parkba, magával hozva a lányt, akit átvert, és egy másik lányt Mizogucsinak. Amikor egyedül maradt a lánnyal, az elmond neki egy történetet egy ismerős nőről, aki elvesztette szerelmét a háborúban. Mizogucsi rájön, hogy a nő, akiről a lány beszél, minden bizonnyal ugyanaz, akit két éve látott az ablakon keresztül a Tendzsuanban. Mizogucsi képzelete az Aranytemplomról szóló látomásokkal van tele, és kiderül, hogy impotens. Azon az estén távirat érkezik az egyetemre, amely a kedves Curukava közlekedési balesetben bekövetkezett haláláról hoz híreket. Mizogucsi majdnem egy évig kerüli Kasivagi társaságát.
1948 tavaszán Kasivagi eljön meglátogatni őt a templomban és egy sakuhacsit ad neki ajándékba. Felhasználja az alkalmat, hogy játékosként bemutassa képességét. Májusban megkéri Mizogicsit, hogy íriszt és zsurlót lopjon a templom kertjéből. Mizogucsi elviszi azokat Kasivagi albérletébe és miközben beszélgetnek Nanszen és a kismacska történetéről, Kasivagi elkezd összeállítani egy kompozíciót, megemlítve, hogy ikebanát tanul a barátnőjétől. Mizogucsi rájön, hogy ez a barátnő nem lehet más, mint az, akit ő látott a Tendzsuanban. Amikor a nő megérkezik, Kasivagi szakít vele és veszekednek. A nő elszalad és Mizogucsi követi, elmondva neki, hogy ő tanúja volt annak a bizonyos tragikus jelentnek két évvel ezelőtt.A nőt megindítja ez és megpróbálja elcsábítani, de Mizogucsit újra megrohanják látomásai a templomról és tehetetlen.

### Ellenségeskedés Dószen mesterrel
1949 januárjában Mizogucsi Sinkjógokun sétál, amikor úgy hiszi Dószen mestert látja egy gésával. Pillanatnyilag megzavarodva, elkezd követni egy kóbor kutyát, elveszíti szem elől, és aztán egy átjáróban belefut a főpapba, éppen akkor, amikor az beszáll egy kölcsönzött autóba a gésával. Annyira meglepődik, hogy hangos nevetésben tör ki és Dószen mester hülyének nevezi. A következő két hónapban Mizogucsi megszállottan idézi fel újra és újra Dószen mester rövid, gyűlölet teljes arckifejezését. Vásárol egy fényképet a gésáról és belecsempészi azt Dószen mester reggeli újságjába. A főpap semmi jelét nem adja hogy megtalálta volna, de titokban Mizogucsi fiókjába helyezi azt a következő napon. Amikor Mizogucsi ott találja azt, győztesnek érzi magát. Darabokra tépi, a fecniket egy kővel együtt újságpapírba csomagolja, és a tóba dobja.
Ahogy Mizogucsi elmebaja rosszabbodik, elhanyagolja tanulmányait. 1949 november 9-én, a rendfőnök megfeddi őt gyenge teljesítményéért. Mizogucsi válasza erre az, hogy 3000 jent kölcsönöz Kasivagitól, aki, a rá jellemző módon, ebből 500 jent úgy szerez meg, hogy visszaveszi és eladja a furulyát és a szótárt, amiket korábban ő adott ajándékba. Mizogucsi elmegy Takeiszao szentélybe (amit Kenkun szentélynek is neveznek), ahol húz egy jóslócédulát, amely figyelmezteti, hogy ne utazzon északnyugat felé. A következő reggel útnak indul északnyugat, szülőhelye vidéke, felé és három napot tölt Jurában (ma Tango-jura), ahol a Japán-tenger látványa arra ösztönzi őt, hogy elpusztítsa az Aranytemplomot.
Egy rendőr hozza vissza és hazatérésekor találkozik dühös anyjával, aki megkönnyebbül, megtudván, hogy mégsem lopta a pénzt, amit a szökésre használt. A gyújtogatás gondolatától megszállottan egy napon követ egy bűnös kinézetű fiút a Mjosin-templom déli kapujához és meglepődött és csalódott lesz, amikor a fiú mégsem gyújtja fel azt. Összeállít egy hosszú listát régi templomokról, amelyek leégtek. Adóssága májusra (10%-os havi kamattal) immár 5100 jenre nőtt. Kasivagi mérges és az a gyanúja, hogy Mizogucsi öngyilkosságot fontolgat. Június 10-én Kasivagi Dószen mesternél panaszkodik, aki megadja neki az összeget; utána Kasivagi leveleket mutat Mizogucsinak, amik felfedik, hogy Curukava mégsem közlekedési balesetben hunyt el, hanem öngyilkosságot követett el egy szerelmi ügy miatt. Abban reménykedik, hogy kedvét szegi Mizogucsinak, hogy valami hasonló dolgot kövessen el. Még egyszer utoljára beszélgetnek a Nanszen és a kismacska zen példázatáról.

### Végső események
Június 15-én Dószen mester azt a szokatlan lépést teszi, hogy 4250 jent ad készpénzben Mizogucsinak a következő évi tanulmányaira. Mizogucsi ezt prostituáltakra költi, abban a reményben, hogy Dószen mester emiatt arra kényszerül, hogy kirúgja őt. De gyorsan belefárad abba, hogy megvárja, míg Dószen mester kitalálja szándékát, és amikor Dószen után leskelődik az Észak Csillaga Tornyából, és meglátja őt összegörnyedve a földön a bebocsáttatást kérő szerzetes pózában, nem tudja megmagyarázni a titkos szégyenérzet eme bizonyítékát, és összezavarodik. A következő napon arzént és egy kést vásárol Szenbon Imadegava közelében, egy útkereszteződésnél 2 km-re délkeletre a templomtól, és a Nisidzsin rendőrség előtt ténfereg. A koreai háború kitörése 1950 június 25-én és a tűzjelző berendezés 1950 június 29-én bekövetkező meghibásodása, bátorító jeleknek tűnnek számára. Június 30-án egy szerelő megpróbálja megjavítani, de nem sikerül neki, és megígéri, hogy másnap visszajön. Nem jön el. Egy furcsa beszélgetés a látogatóba érkező Fukui prefektúrában lévő Rjuhó templombeli Kuvai Zenkai mesterrel adja meg a végső ösztönzést, és július 2-ának korai óráiban beoson az Aranytemplomba és eldugja ingóságait, majd három szalmabálát helyez a földszinti sarkokba. Kimegy, hogy beledobjon néhány nem gyúlékony dolgot a tóba, de visszatekintve a templomra annak szépségéről szőtt gyermekkori látomásai újra megrohanják, és bizonytalanság keríti hatalmába.
Végül visszaemlékezik a Rinzairoku szavaira, „Ha Buddhával találkoztok, öljétek meg Buddhát”, és elhatározza, hogy végrehajtja tervét. Belép az Aranytemplomba és felgyújtja a bálákat. Felszalad a lépcsőn és megpróbál bejutni a legfelső szinte, de az ajtó zárva van. Egy-két percig dörömböl az ajtón. Hirtelen az az érzése, hogy a dicsőséges halál megtagadta magát tőle, lerohan a lépcsőn és ki a templomból, fuldokolva a füsttől. Továbbrohan, ki a templom területéről és fel az északi oldalon álló Daimondzsi-hegyre. Eldobja az arzént és a kést, rágyújt egy cigarettára és nézi hogy ég le a templom.
|  | Itt a vége a cselekmény részletezésének! |

## Szereplők
- Mizogucsi (溝口)
  - Mizogucsi apja
  - Mizogucsi anyja
- Uiko　(有為子), a lány, akit megátkoz
- Curukava (鶴川), kedves barátja, másik papnövendék
- Kasivagi (柏木), gonosz barátja, az Ótani Egyetem tanulója
- Tajama Dószen mester, a Rokuondzsi főpapja
- Kuvai Zenkai mester, aki odalátogat (10. fejezet)
- az amerikai katona és barátnője (3. fejezet)
- a lány, akit Kasivagi átver (5. fejezet)
- a lány Kasivagi albérletéből (5. fejezet)
- a nő a Tendzsuanból
- a tengerész kadét (1. fejezet)
- Mariko, a prostituált (9. fejezet)

## Utalások és hivatkozások

### A templom szerkezete
- földszint, Hószuiin (法水院 Hōsui-in, a magyar fordításban a Megtisztító Törvény Csarnoka), ahonnan a Szószei (Sōsei) a Kjóko tó (鏡湖 Kyōko, a magyar fordításban Tükör-tó） felé nyúlik
- középső szint, a Csóondó (潮音洞 Chōondō, a magyar fordításban a Hullámok Hangjának Terme)
- felső szint, Kukkjócsó (空竟頂 Kukkyōchō, a magyar fordításban a Csúcsok Szentélye)

### Utalások más művekre
- Rinzairoku (臨済錄, késői IX. század), a Rinzai iskola szent szövege 
  - Kínai neve Lincsi-lú, Lin-csi feljegyzései
- Mumonkan (無門關, „Kapujanincs átjáró”, 1228)
  - Dzsósú Dzsúsin (Jōshū Jūshin) a japán fordítása Csaocsou Cungshennek (趙州從諗, Zhàozhōu Cōngshě, 778–897)
  - Nanszen Fugan a japán fordítása Nancsüan Püjüannak (南泉普願, Nánquán Pǔyuàn, 748–835)
- Cesare Beccaria márki: A bűnökről és büntetésekről (9. fejezet)

### Utalások a valós történelemre, földrajzra és a tudomány jelenlegi állására

#### A valós történet

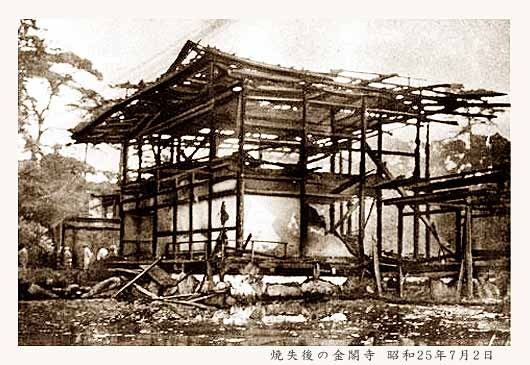
A leégett épület.

Az egyetlen részletes információ angol nyelven a tűzvészről Albert Borowitz Terrorism For Self-Glorification: The Herostratos Syndrome (2005) című műve, amely tartalmazza Mizukami Cutomo; egy regényíró, aki ismerte a fiút az iskolából; Kinkaku-ji Enjo című könyvében megjelent interjú átiratok fordításait.
A templomszolga neve Hajasi Jóken, a főpapé Murakami Dzsikai volt. A prostituáltat, akinek hencegett, Heja Terukonak hívták. Hajasi anyja nem sokkal az eset után egy vonat elé vetette magát. Hajasi ítéletét lecsökkentették skizofréniája miatt; 1955 szeptember 29-én szabadon engedték, ugyanabban az évben, amikor az újjáépítés megkezdődött, és 1956 márciusában meghalt. (Borowitz megjegyzi, hogy számos beszámoló kitér az elől, hogy megadja a templomszolga nevét, talán, hogy megakadályozzák, hogy híresség váljon belőle.) A templombelső festményeit sokkal később restaurálták; még az aranyozást is, amely már bőven 1950 előtt hiányzott.
Misima összegyűjtött minden információt, amit csak tudott, még Hajasit is meglátogatta a börtönben, és ennek eredményeképpen a regény meglepő pontossággal követi az eseményeket.

## Magyarul
- Az Aranytemplom. Regény; ford., utószó Erdős György; Európa, Bp., 1989 ISBN 963-07-4884-3

## Filmes, televíziós és színházi adaptációk

### Filmek
- Enjo („Tűzvész”, 1958), Icsikava Kon rendezte, messze a kritikailag legsikeresebb film, amit egy Misima regényből készítettek
- Kinkaku-ji (1976) Takabajasi Jóicsi rendezte
- A könyv egyike volt a három Misima regénynek, melyeket Paul Schrader átdolgozott Mishima: A Life in Four Chapters című filmjének részeihez

### Egyéb
- Kinkaku-ji (1976), Majuzumi Toshiró operája
- Kinkaku-ji (2002), Kavaraszaki Kendzsi modern táncműve
- Kinkaku-ji (2011), Serge Lamothe színpadi adaptációja, Mijamoto Amon rendezte

### Azonos című, nem kapcsolódó művek
- Kinkaku-ji (1757–8), a negyedik felvonása (manapság egyedül előadva) Nakamura Akei egy kabuki színművének, a Gion Szairei Sinkókinak (Gion Sairei Shinkōki), amely leírja Macunaga Daiszen felkelését az Asikaga-család ellen. Megfilmesítették, és része az NHK Masterpieces of Kabuki sorozatának.

## Fordítás
- Ez a szócikk részben vagy egészben  a   The Temple of the Golden Pavilion című angol Wikipédia-szócikk ezen változatának fordításán alapul.  Az eredeti cikk szerkesztőit annak laptörténete sorolja fel. Ez a jelzés csupán a megfogalmazás eredetét és a szerzői jogokat jelzi, nem szolgál a cikkben szereplő információk forrásmegjelöléseként.